# Popławy (gromada)
Popławy (do 30 XII 1959 Oleksin; od 1 I 1969 Brańsk) – dawna gromada, czyli najmniejsza jednostka podziału terytorialnego Polskiej Rzeczypospolitej Ludowej w latach 1954–1972.
Gromady, z gromadzkimi radami narodowymi (GRN) jako organami władzy najniższego stopnia na wsi, funkcjonowały od reformy reorganizującej administrację wiejską przeprowadzonej jesienią 1954 do momentu ich zniesienia z dniem 1 stycznia 1973, tym samym wypierając organizację gminną w latach 1954–1972.
Gromadę Popławy z siedzibą GRN w Popławach utworzono 31 grudnia 1959 w  powiecie bielskim w woj. białostockim, w związku z przeniesieniem siedziby GRN gromady Oleksin z Oleksina do Popław i przemianowaniem gromady na gromada Popławy; równocześnie do gromady Popławy przyłączono wsie Brzeźnica i Szmurły ze zniesionej gromady Lubieszcze.
Gromadę Popławy zniesiono 1 stycznia 1969 w związku z przeniesieniem siedziby GRN z Popław do Brańska i przemianowaniem gromady na gromada Brańsk.